# Gewog di Shompangkha
Il gewog di Shompangkha è uno dei dodici raggruppamenti di villaggi del distretto di Sarpang, nella regione Meridionale, in Bhutan.